# Afrikanische Baumvogelspinne
Die Afrikanische Baumvogelspinne oder Marmorvogelspinne (Heteroscodra maculata) ist eine Webspinne aus der Familie der Vogelspinnen (Theraphosidae). Sie bewohnt, anders als nahezu alle Arten der Unterfamilie Stromatopelminae, die ansonsten in der Neuen Welt verbreitet sind, West- und Zentralafrika und fällt überdies besonders durch ihr optisches Erscheinungsbild auf.
Die englischen Trivialnamen der Art lauten Togo Starburst (Tarantula) und Ornamental Baboon (Tarantula) (übersetzt etwa: „Togo-Sternfleckvogelspinne“ und „Ornament-Pavianvogelspinne“).

## Merkmale

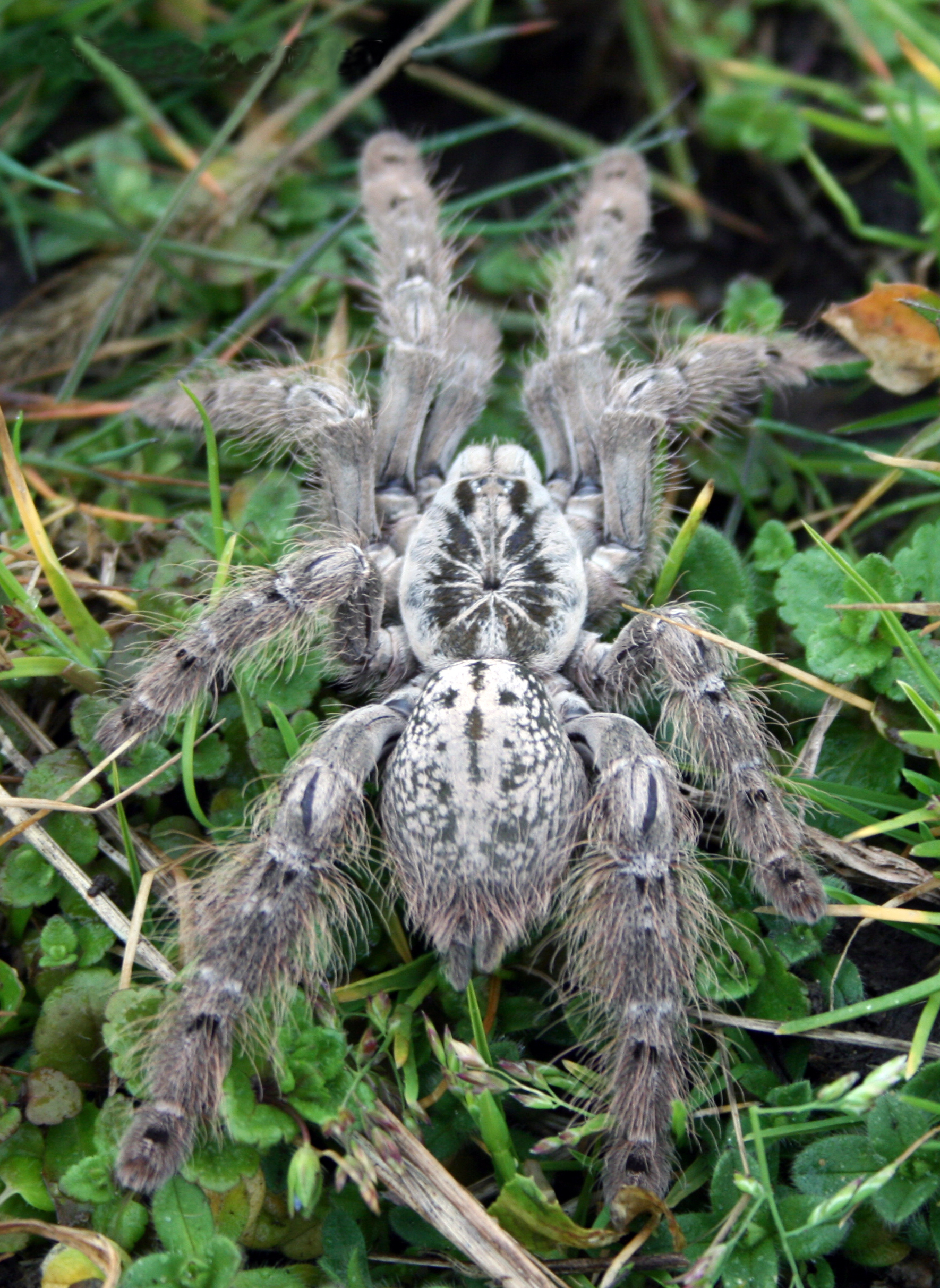
Rückansicht eines Weibchens mit der hier gut sichtbaren Beinbehaarung

Die Afrikanische Baumvogelspinne erreicht eine Körperlänge von etwa 50 bis 70 Millimetern und zählt somit zu den mittelgroßen Vogelspinnen. Die Beinspannweite der Art beläuft sich zwischen 110 und 130 Millimetern. Die Grundfarbe ist hellbraun oder grauschwarz. Ein auffälliges Merkmal der Art ist das weiße Zeichenmuster, das aus Strichen, Flecken und Punkten besteht. Beim ausgewachsenen Männchen erscheint diese Zeichnung verwaschen und zudem grau. Das vierte und somit letzte Beinpaar ist verdickt. Während der Rest des Körpers der Afrikanischen Baumvogelspinne mit einer kurz ausfallenden Behaarung bedeckt ist, so wird diese ab den Patellen, das sind die Beinglieder zwischen Femora (Schenkeln) und Tibien (Schienen), aller vier Beinpaare deutlich länger. Die Metatarsen und Tarsen (Fußglieder) besitzen überdies eine bürstenartige Behaarung.

### Ähnliche Arten
Die Afrikanische Baumvogelspinne kann mit der nah verwandten Art Heteroscodra crassipes und auch mit der Leopardvogelspinne (Stromatopelma calceatum) verwechselt werden, die sich teilweise die gleichen Lebensräume teilen. Die Leopardvogelspinne besitzt ebenfalls eine auffällig lange Beinbehaarung, die allerdings hier die gesamten Beine einnimmt und besonders bei den beiden vorderen Beinpaaren ausgeprägt ist. Überdies besitzt die Leopardvogelspinne ein abweichendes Zeichenmuster und ist beige bis bräunlich gefärbt.

## Vorkommen

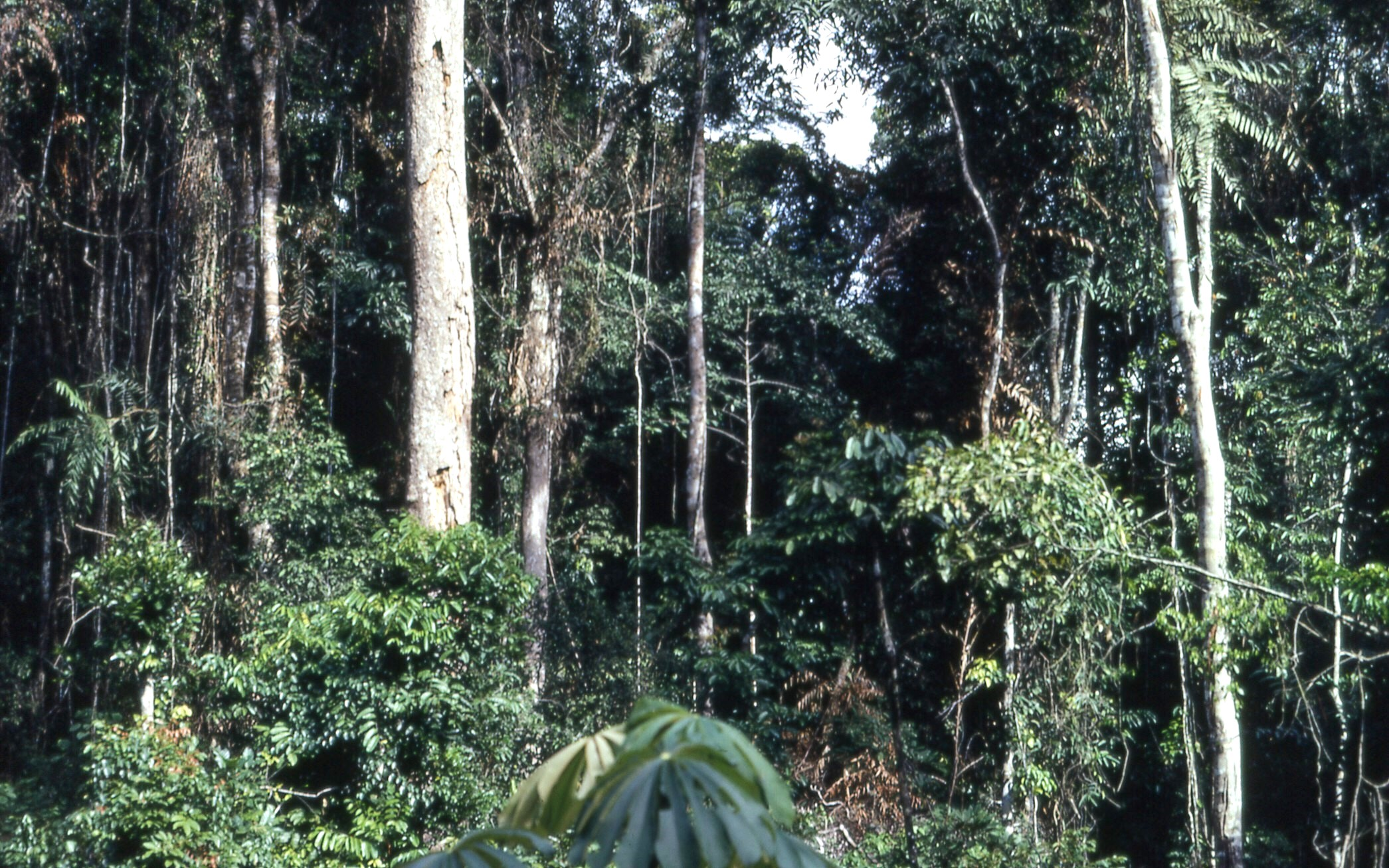
Tropischer Regenwald in Liberia, einer der Lebensräume der Afrikanischen Baumvogelspinne.

Die Afrikanische Baumvogelspinne ist in West- und Zentralafrika verbreitet und bewohnt dort tropische und feuchtwarme Regenwälder.

### Bedrohung und Schutz
Über mögliche Bedrohungen der Afrikanischen Baumvogelspinne liegen keine Informationen vor. Von der IUCN wird der Bestand der Art nicht gewertet.

## Lebensweise

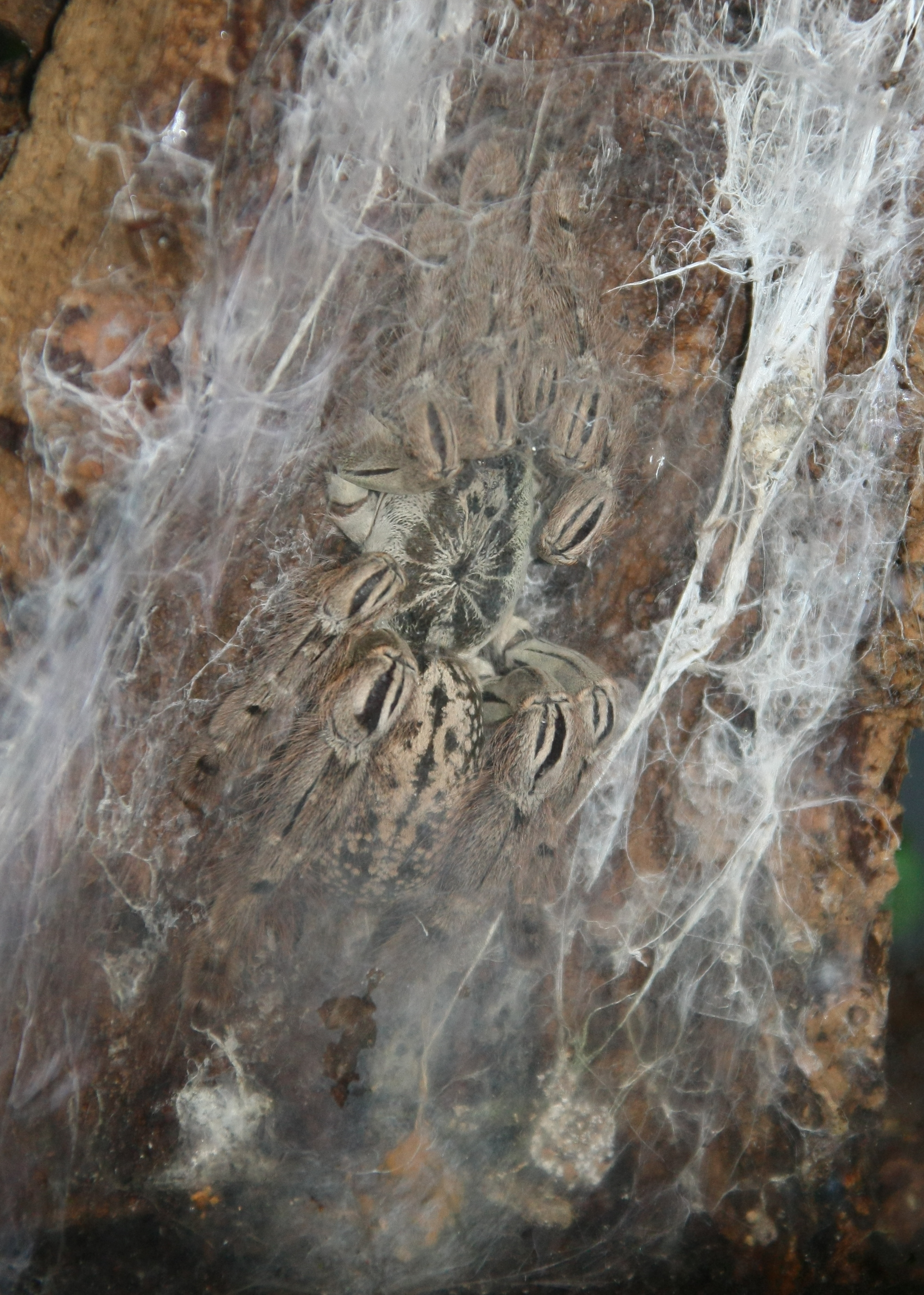
Weibchen in seinem Wohngespinst

Die Afrikanische Baumvogelspinne zählt, wie es sich aus der Trivialbezeichnung ablesen lässt, zu den baumbewohnenden Vogelspinnen und legt in Baumhöhlen, hohlen Ästen oder im Blattwerk ein Wohngespinst an, das sie am Tag selten verlässt. Wie alle Vogelspinnen ist sie nachtaktiv und verlässt ihr Gespinst dementsprechend überwiegend zu dieser Zeit auf der Suche nach Beutetieren.

### Flucht- und Abwehrmechanismen
Die Afrikanische Baumvogelspinne verhält sich recht defensiv und versucht bei Störungen meist zu fliehen. Interessant ist das Fluchtverhalten der Art. Befindet sie sich in höher exponierten Lagen, lässt sie sich bei einer Begegnung mit einem möglichen Prädatoren (Fressfeind) fallen und legt in der Luft die Beine an den Körper, sodass sie eine kugelförmige Gestalt annimmt und rollt in dieser Formation bei unebenem oder schiefem Grund, wie z. B. auf einem Abhang, hinunter. Auf ebener Fläche angekommen, ergreift sie blitzartig die Flucht und versteckt sich in dem nächstmöglichen Unterschlupf. Jungtiere vergraben sich zumeist im Boden, anstatt die Flucht zu ergreifen.
Wie andere Vogelspinnen kann sich die Afrikanische Baumvogelspinne auch bei Bedrängnis mit einer Drohgebärde oder in letzter Instanz mit einem Giftbiss verteidigen.

### Fortpflanzung
Die Afrikanische Vogelspinne weist ein für Vogelspinnen typisches Fortpflanzungsverhalten auf, bei dem das Männchen, sobald es den Unterschlupf eines geschlechtsreifen Weibchens ausfindig gemacht hat, vor diesem zur Balz auf den Untergrund trommelt. Die Paarung selber verläuft recht friedlich und das Männchen wird nach der Paarung vom Weibchen meist nicht angegriffen und gefressen. Vier bis sechs Wochen nach der Paarung legt das Weibchen einen Eikokon an, der an seinem Wohngespinst befestigt wird. Aus diesem schlüpfen nach etwa sechs Wochen 80 bis 300 Jungtiere, die innerhalb kurzer Zeit heranwachsen. Die Geschlechtsreife ist bereits zwischen anderthalb und zwei Jahren erreicht. Die Lebenserwartung beträgt beim Weibchen 12 bis 15 (maximal 20) und beim Männchen drei bis vier Jahre.

## Terraristik
Wie viele Vogelspinnen wird auch die Afrikanische Baumvogelspinne aufgrund ihrer markanten Erscheinung als Heimtier in der Terraristik gehalten. Für eine erfolgreiche Haltung sollte das Klima der tropischen Regenwälder Afrikas mit seiner hohen Temperatur und Luftfeuchtigkeit simuliert werden. Die in ihrem natürlichen Vorkommensgebiet auftretende jahreszeitliche Schwankung mit der zwischen März und Oktober andauernden Regen- sowie der zwischen November und Februar stattfindenden Trockenzeit, kann bei der Simulation ebenfalls mit eingeplant werden. Diese Vorgangsweise empfiehlt sich besonders bei der Nachzucht der Art, wobei bestimmte Werte hinsichtlich Temperatur und Luftfeuchtigkeit nicht unter- oder überschritten werden sollten.
Vor dem Kauf eines oder mehrerer Exemplare sollte man sich der Neigung zur blitzartigen Flucht sowie der Abwehrbereitschaft der Afrikanischen Baumvogelspinne bewusst sein. Es gibt keine konkreten Angaben über die Giftigkeit der Art. Es wird vermutet, dass ein Biss wie bei anderen afrikanischen Vogelspinnenarten eine vergleichsweise starke Wirkung erzielt.

## Systematik
Die Afrikanische Baumvogelspinne wurde in einer Publikation aus dem Jahr 1900 von Reginald Innes Pocock erstbeschrieben. Pocock untersuchte ein Weibchen, das ursprünglich aus Westafrika stammte und im Insektenhaus der Zoological Society of London als Scodra calceata gehalten worden war. Die Art Scodra calceata ist heute als Leopardvogelspinne (Stromatopelma calceatum) bekannt. Pocock fielen jedoch die Unterschiede der westafrikanischen Spinne zu allen Scodra-Arten auf, besonders, was den Bau der Beine betraf. Er erkannte sie nicht nur als eine eigene Art an, sondern hielt die Unterschiede zu anderen Vogelspinnen für derart gravierend, dass er eigens die Gattung Heteroscodra für sie errichtete. Die Afrikanische Baumvogelspinne wurde damit unter dem wissenschaftlichen Namen Heteroscodra maculata die Typusart der neuen Gattung, zu der derzeit zwei Arten zählen (Stand: März 2020). Neben der Afrikanischen Baumvogelspinne ist nur Heteroscodra crassipes ein weiterer Vertreter. Im Jahr 2017 wurde die Vogelspinnengattung Heteroscodra aus der Unterfamilie der Stromatopelminae in jene der Aviculariinae gestellt.

## Galerie

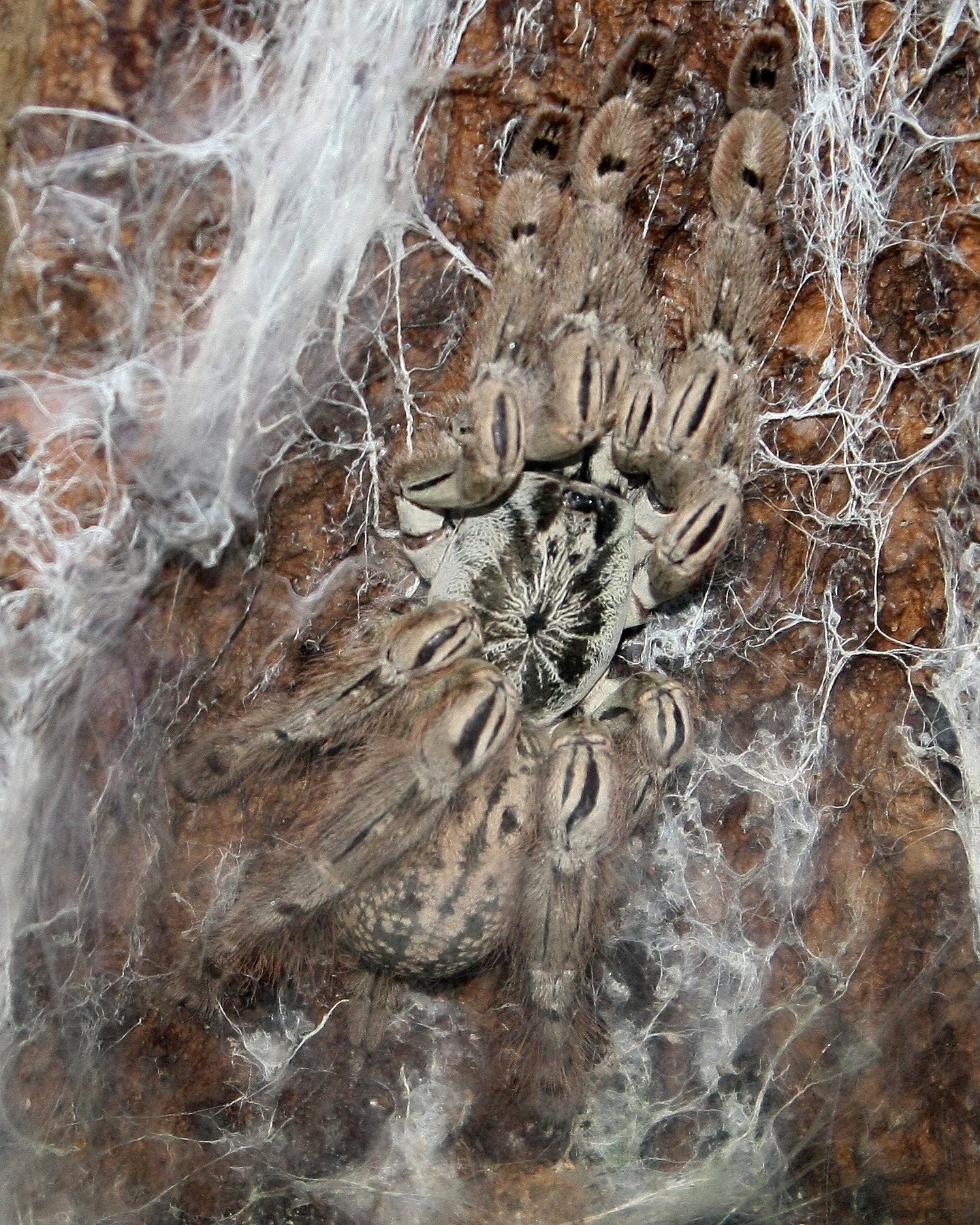
Dorsalansicht eines Weibchens
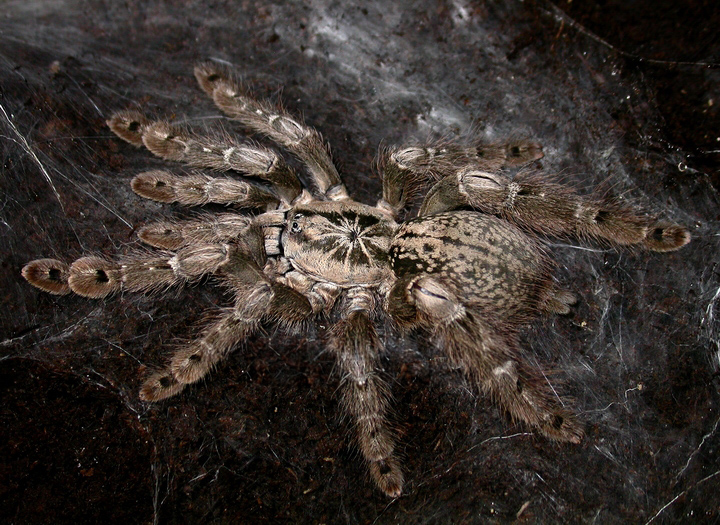
Lateralansicht eines Weibchens